# Zjevení (film)
Zjevení (v anglickém originále The Gathering) je britsko-americký filmový thriller z roku 2003. Režisérem filmu je Brian Gilbert. Hlavní role ve filmu ztvárnili Christina Ricci, Ioan Gruffudd, Kerry Fox, Stephen Dillane a Simon Russell Beale.

## Obsazení
| Christina Ricci     | Cassie Grant    |
| Ioan Gruffudd       | Dan Blakeley    |
| Kerry Fox           | Marion Kirkman  |
| Stephen Dillane     | Simon Kirkman   |
| Simon Russell Beale | Luke Fraser     |
| Robert Hardy        | biskup          |
| Harry Forrester     | Michael Kirkman |
| Jessica Mann        | Emma Kirkman    |